# Majid Jelili
Majid Jelili, född 21 december 1976, är en svensk före detta boxare som vanligen boxades i fjädervikt, uppväxt i Upplands-Bro, fostrad i Bro IK, förbundskapten för det svenska landslaget i boxning. 
Jelili har som aktiv boxare bland annat fem SM-guld och ett VM-brons (2001). Innan han fokuserade sig på boxningen utövade han även sportdykning, fotboll, innebandy, tennis och jujutsu. 